# Royal Swinkels

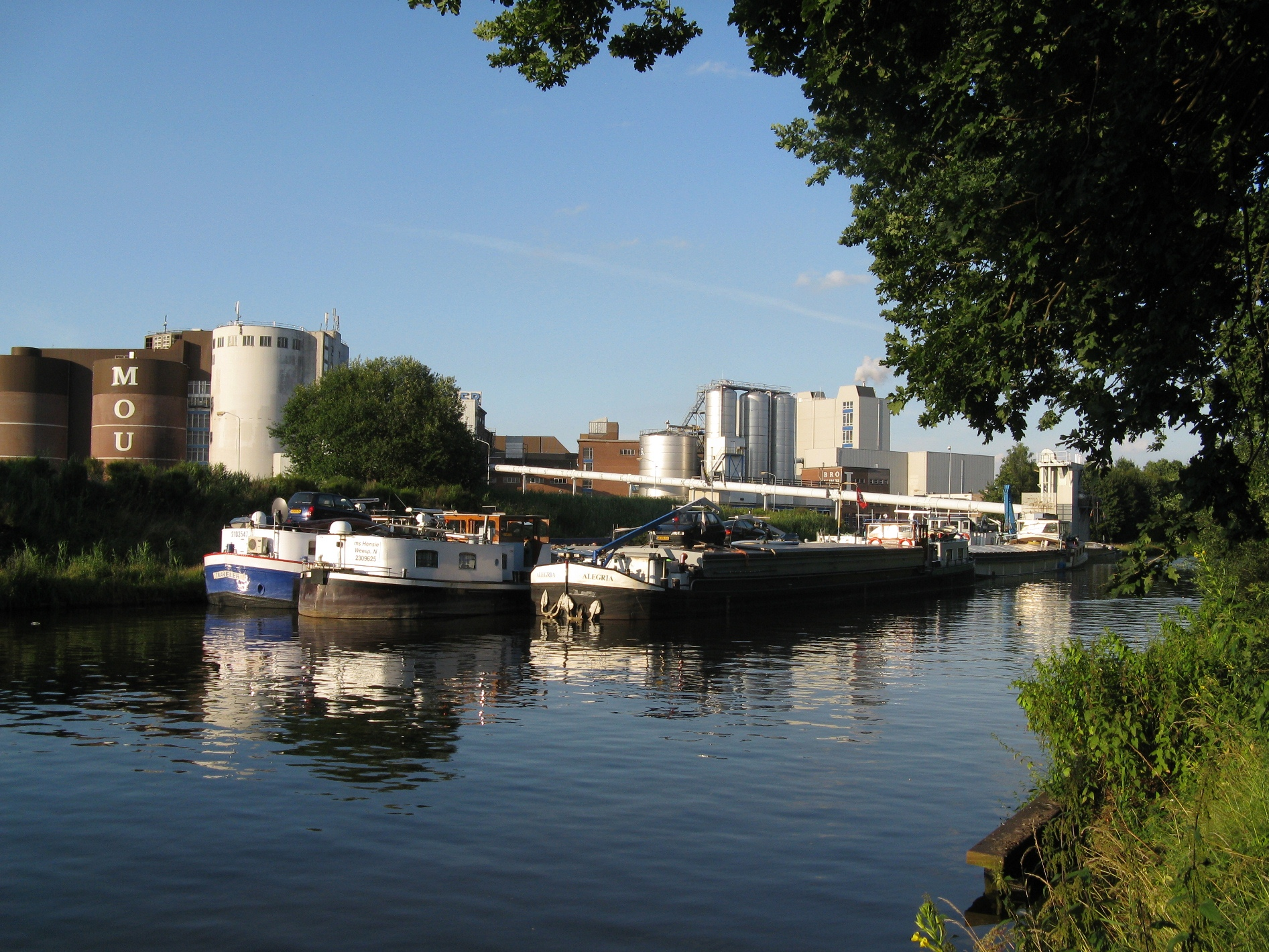
Royal Swinkels Brauerei in Lieshout

Royal Swinkels (vorher Bavaria) ist ein niederländisches Familienunternehmen mit Hauptsitz in Lieshout (Gemeinde Laarbeek), das im Bereich Bier, Malz und Erfrischungsgetränke tätig ist. Das Unternehmen befindet sich im Besitz der Familie Swinkels. Mit einem Gesamtausstoß von rund 7 Millionen Hektoliter Bier pro Jahr ist das Unternehmen hinter Heineken die zweitgrößte Brauerei des Landes. Ein großer Teil der Produkte wird exportiert. Außerhalb der Niederlande ist Royal Swinkels vor allem in Frankreich, Belgien und Italien bekannt.

## Geschichte
Die Geschichte der Royal Swinkels kann zurückverfolgt werden bis 1680. Auf einem Konto der kommunalen Steuern des gleichen Jahres ist Dirk Vereijken eingeschrieben als Besitzer einer Brauerei am Kerkdijk (Kirchdeich) in Lieshout. Für drei aufeinander folgende Generationen wurde diese Brauerei vom Vater auf die Tochter weitergegeben. Die Namen der neuen Braufamilien waren Van Moorsel und Moorrees. Im Jahr 1764 heiratete Brigitta Moorrees Ambrosius Swinkels. Nach dem Tod ihrer Mutter im Jahre 1773 wurden Brigitta und ihr Ehemann die Besitzer der Brauerei. Seitdem ist die Brauerei im Besitz der Familie Swinkels.
1924 baute die Familie eine größere Brauerei. Sie begann dort ein Bier nach Bayerischer Brauart zu brauen und änderte den Namen De Kerkdijk in Bavaria. 1940 baute das Unternehmen seine eigene Mälzerei. In den 1970er Jahren begann das Unternehmen mit dem Export von Bier, das inzwischen in 130 Länder exportiert wird. 1978 braute die Firma eines der ersten alkoholfreien Biere der Welt. Im Jahr 1999 übernahm Swinkels Family Brewers die Vermarktung der Trappistenbrauerei Abdij Koningshoeven unter dem Markennamen La Trappe.
Am 18. November 2013 entschied der Bundesgerichtshof, dass die Brauerei die Marke Bavaria in Deutschland nicht mehr verwenden darf.
Die Bavaria Brauerei hat den Rechtsstreit vor das oberste deutsche Gericht, das Bundesverfassungsgericht, getragen.
2016 wurde die Mehrheit an den belgischen Palm Breweries übernommen. Im Jahr 2018 wurde beschlossen, den Firmennamen von Bavaria zu ändern in Swinkels Family Brewers (Swinkels Familienbrauer). Im Moment besteht das Management der Firma aus Mitgliedern der siebten Generation Swinkels.
Im März 2019 kündigte Wim van de Donk, Kommissar des Königs der Provinz Noord-Brabant, an, dass Swinkels Family Brewers das königliche Prädikat erhalten werde, und nannte das Unternehmen offiziell Royal Swinkels Family Brewers. Das Prädikat wurde der Brauerei aufgrund des 300-jährigen Firmenjubiläums und ihrer nationalen Bedeutung verliehen. Ab 2024 wird der Name auf Royal Swinkels abgekürzt.

## Produkte

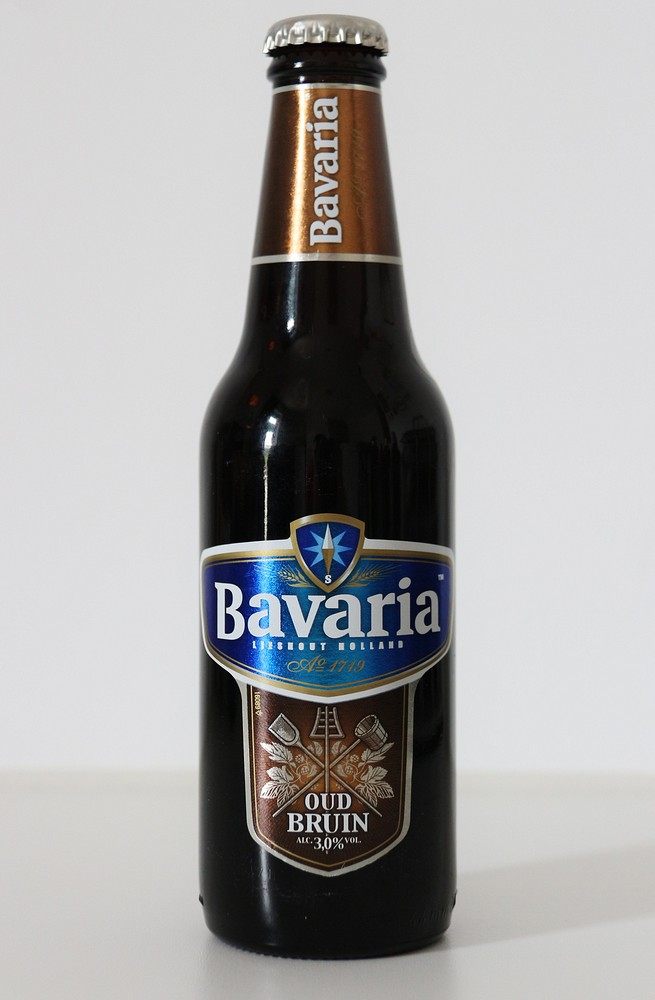
Bavaria Oud Bruin

Die Brauerei produziert in den Niederlanden, Belgien, Äthiopien und Kuba Bier, alkoholfreies Bier und Biermischgetränke, sowohl unter dem eigenen Namen als auch für Discounter. Zu den bekanntesten Marken der Brauerei zählen neben Bavaria auch La Trappe, Swinckels, Palm, Rodenbach, Cornet, Brugge Tripel, Arthur Legacy, Steenbrugge und Habesha. Außerdem stellt Royal Swinkels auch Erfrischungsgetränke her und ist mit 400.000 Tonnen Braumalz pro Jahr einer der größte Malzproduzenten in Europa.